# Eoporis
Eoporis is een kevergeslacht uit de familie van de boktorren (Cerambycidae). De wetenschappelijke naam van het geslacht werd voor het eerst geldig gepubliceerd in 1864 door Pascoe.

## Soorten
Eoporis omvat de volgende soorten:
- Eoporis bifasciana Schwarzer, 1925
- Eoporis differens Pic, 1926
- Eoporis mitonoi (Seki, 1946)
- Eoporis pedongensis Breuning, 1969
- Eoporis simillima Hayashi, 1974
- Eoporis elegans Pascoe, 1864